# Schirmecke
Die Schirmecke ist ein rund 2 km langer und orografisch rechter Zufluss der Ruhr, die bei und in Assinghausen im nordrhein-westfälischen Hochsauerlandkreis verläuft.

## Geographie

### Verlauf
Die Schirmecke entspringt im Nordteil des Rothaargebirges etwa 1,3 km südöstlich von Assinghausen, einem südlichen Stadtteil von Olsberg. Ihre Quelle liegt westlich des Sattels zwischen Schurenstein im Süden und Iberg (596,3 m) im Norden auf einer Höhe von knapp 530 m ü. NHN.
Zunächst fließt die Schirmecke in südwestliche Richtung, wendet sich anschließend in einem weiten Bogen nach Norden und erreicht Assinghausen. Im Dorf ist der Bach weitgehend verrohrt. Im Norden der Ortschaft kommt die Schirmecke wieder an die Oberfläche und unterquert die Grimmestraße.
Nach Unterqueren der Bundesstraße 480 (dort Unterm Enschede genannt) mündet die Schirmecke auf etwa 384 m ü. NHN Höhe vom rechts in die Ruhr.
Bei einem Höhenunterschied von etwa 146 m beträgt das mittlere Sohlgefälle rund 73 ‰.

### Einzugsgebiet
Das 2,366 km² große Einzugsgebiet der Schirmecke wird über Ruhr und Rhein zur Nordsee entwässert.
Es grenzt
- im Osten an das Einzugsgebiet der Lutterbecke, die über den Gierskoppbach in die Ruhr entwässert;
- im Südosten an das der Limfert, die in die Ruhr mündet und
- ansonsten an das der Ruhr direkt.

Die höheren Lagen sind überwiegend bewaldet, im Mündungsbereich dominieren Siedlungs- und ansonsten landwirtschaftliche Nutzflächen.
Die höchste Erhebung ist der Schurenstein  mit einer Höhe von 650 m ü. NHN im Südosten des Einzugsgebiets.

### Zuflüsse
- Amecke (rechts), 0,4 km